# Marcin Malicki
Marcin Malicki (ur. 4 kwietnia 1983 w Piotrkowie Trybunalskim) – polski siatkarz, grający na pozycji środkowego. 

## Życiorys
Z wykształcenia inżynier, ukończył studia na Wydziale Inżynierii Materiałowej na Politechnice Warszawskiej.
Swoją karierę rozpoczynał w Skrze Bełchatów, z której został wypożyczony do Lechii Tomaszów Mazowiecki. Później grał w częstochowskim AZS, z którym zdobył trzy mistrzostwa Polski juniorów. Następnie przeniósł się do AZS Politechniki Warszawskiej i awansował z nią do PLS. Reprezentant Polski juniorów. Srebrny medalista Mistrzostw Szwajcarii 2013/2014.

## Kluby
- Skra Bełchatów1996/1999
- Lechia Tomaszów Mazowiecki 1998
- AZS Częstochowa 1999–2003
- Avia Świdnik 2003/2004
- AZS Politechnika Warszawska 2004–2008
- Avia Świdnik 2008–2010
- Netwerk STV Tilburg 2010/2011(Holland)
- Smash 05 Laufenburg 2011/2012/2013 (Switzerland)
- TV Schönenwerd 2013–2014 (Switzerland)

## Sukcesy
- trzykrotny mistrz Polski juniorów (2000/2001/2002)
- srebro MP kadetów(1999)
- brąz MP juniorów(2001)
- brąz MP młodzików(1998)
- Awans do PLS z AZS Politechnika Warszawską
- V miejsce w PLS z AZS Politechniką Warszawską
- trzykrotny akademicki Mistrz Polski
- MVP Akademickich Mistrzostw Polski w Warszawie
- Nagroda dla najlepszego atakującego Mistrzostw Polski Juniorów 2002
- Wicemistrz Szwajcarii 2013/2014